# Доварабазар (упазіла)
Доварабаза́р (бенг. দোয়ারাবাজার, англ. Dowarabazar) — одна з 10 упазіл зіли Сунамгандж регіону Сілхет Бангладеш, розташована на північному сході зіли.
Населення — 179 201 особа (2008; 157 240 в 1991).

## Адміністративний поділ
До складу упазіли входять 9 вардів:
| Зіла               | Площа, км² | Населення, осіб (2008) |
| ------------------ | ---------- | ---------------------- |
| Бангла-Базар       | -          | 27301                  |
| Баугла-Базар       | -          | 11244                  |
| Дакшін-Доварабазар | -          | 17219                  |
| Духаліа            | -          | 20219                  |
| Лакшміпур          | -          | 21341                  |
| Маннаргаон         | -          | 21875                  |
| Нарсінг-Пур        | -          | 21890                  |
| Пандергаон         | -          | 19751                  |
| Сурма              | -          | 18361                  |